# Бенедиктинский монастырь в Абу-Гоше

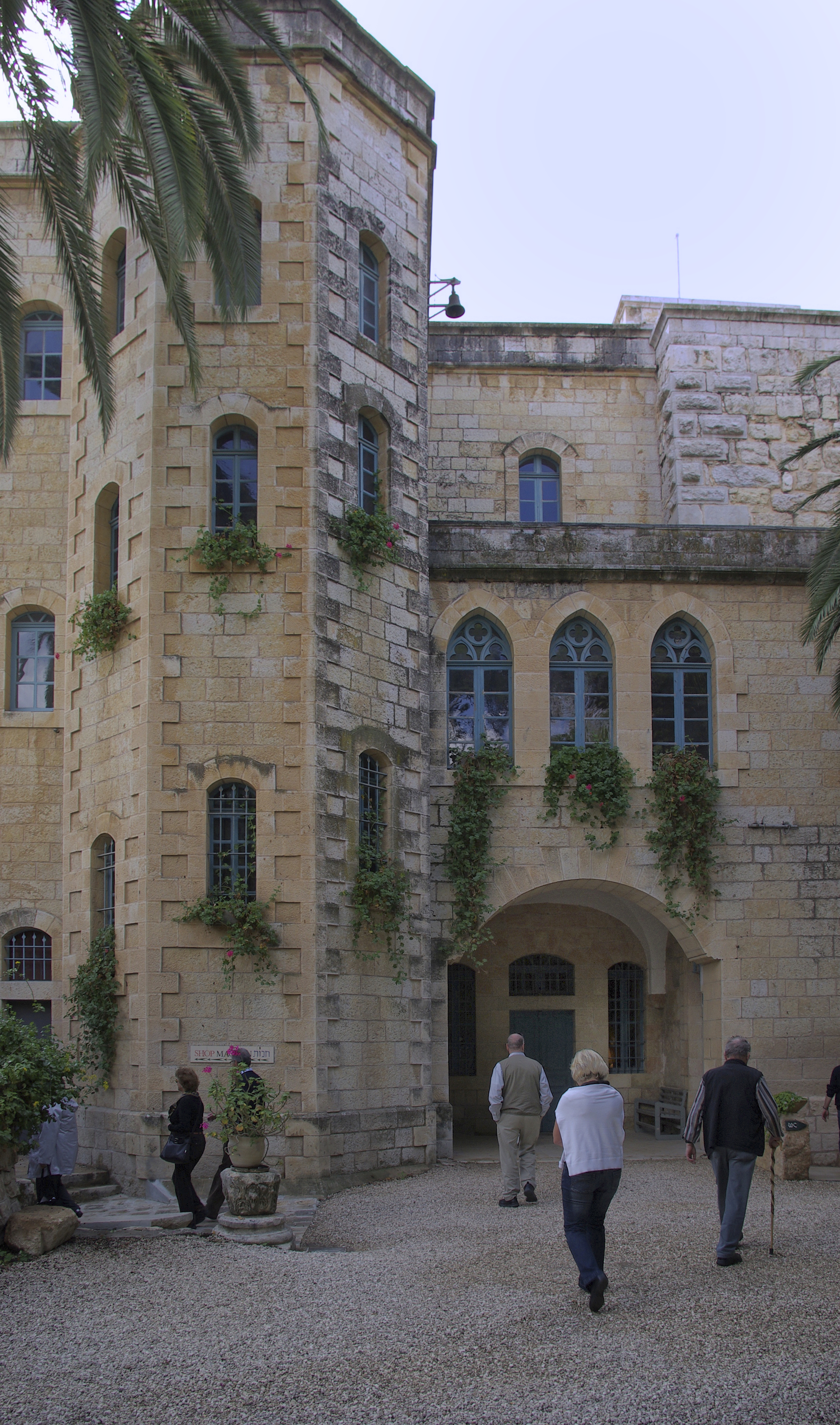
Монастырь

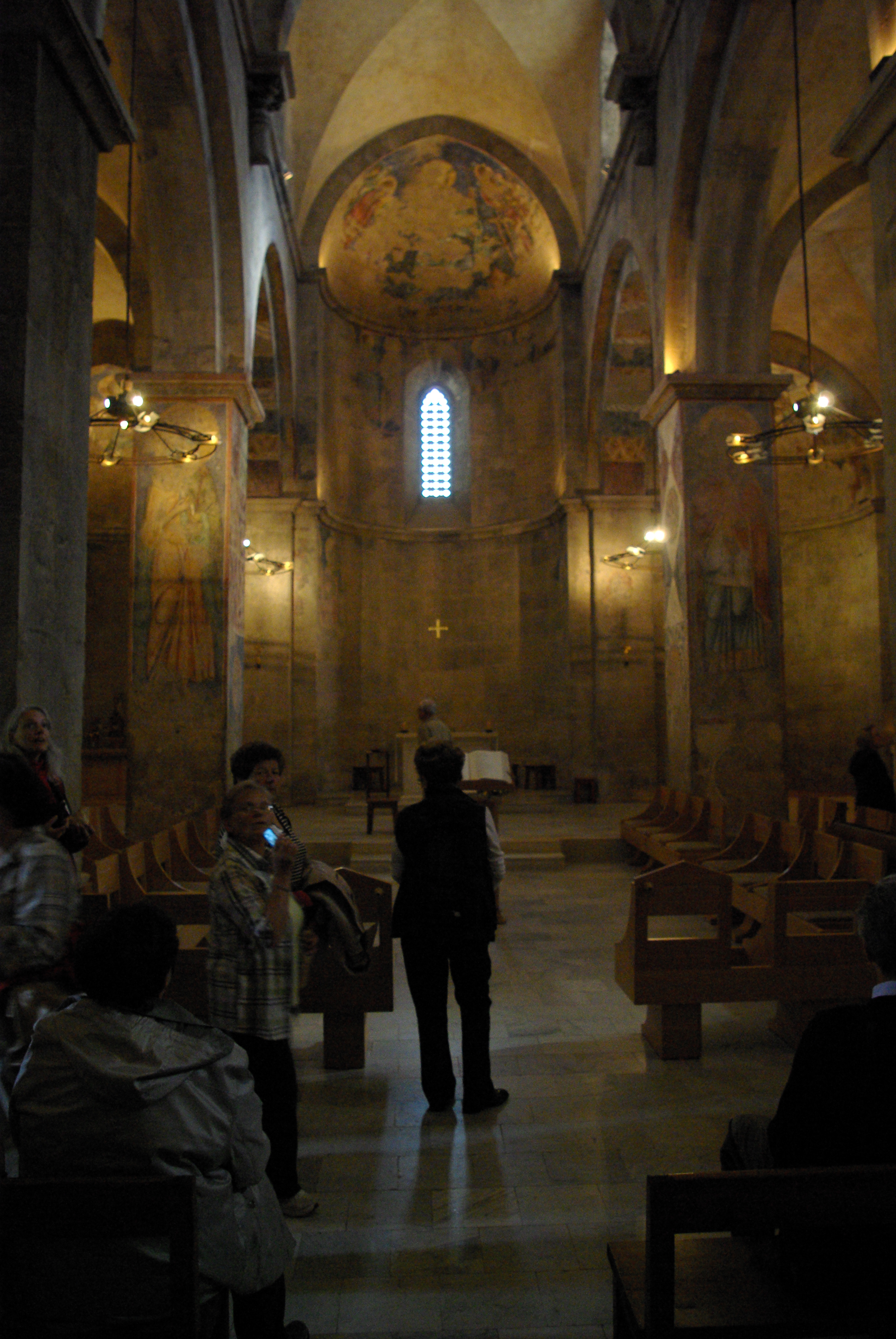
Внутреннее убранство

Бенедиктинский монастырь Воскресения Господня в Абу-Гоше (ивр. המנזר הבנדיקטיני באבו גוש‎) — католический монастырь бенедиктинского ордена в арабском пригороде Иерусалима Абу-Гоше (Израиль).
Построен в период Крестовых походов в 1143 году на территории, ассоциировавшейся у крестоносцев с библейским Эммаусом. Монастырь долгое время оставался заброшенным. В 1873 году право собственности на монастырь было получено французским правительством от османских турок, и только через 25 лет здесь сформировалась бенедиктинская монашеская община, занявшаяся восстановлением религиозного сооружения. Полвека спустя и до 1974 года монастырь перешёл ордену лазаристов, после был возвращён бенедиктинцам.
Внутренние стены украшены фресками в византийском стиле. На территории монастыря находится подземный склеп. Вблизи него построен небольшой отель и разбит сад, посвящённый архиепископу Парижа Жану-Мари Люстиже. Монастырь считается одним из самых красивых объектов, сохранившихся до наших дней из наследия крестоносцев.
Служение в монастыре продолжается; служащие здесь монахи и сёстры в основном являются французами. Является туристическим и паломническим центром: рождественскую мессу ежегодно посещают несколько сотен паломников.